# Tanacetum corymbosum
Tanacetum corymbosum é uma espécie de planta com flor pertencente à família Asteraceae. 
A autoridade científica da espécie é (L.) Sch.Bip., tendo sido publicada em Ueber die Tanaceteen: mit besonderer Berücksichtigung der deutschen Arten 57. 1844.

## Portugal
Trata-se de uma espécie presente no território português, nomeadamente os seguintes táxones infraespecíficos:
- Tanacetum corymbosum subsp. corymbosum - presente em Portugal Continental. Em termos de naturalidade é nativa da região atrás referida. Não se encontra protegida por legislação portuguesa ou da Comunidade Europeia.